# Alter jüdischer Friedhof (Erfurt)

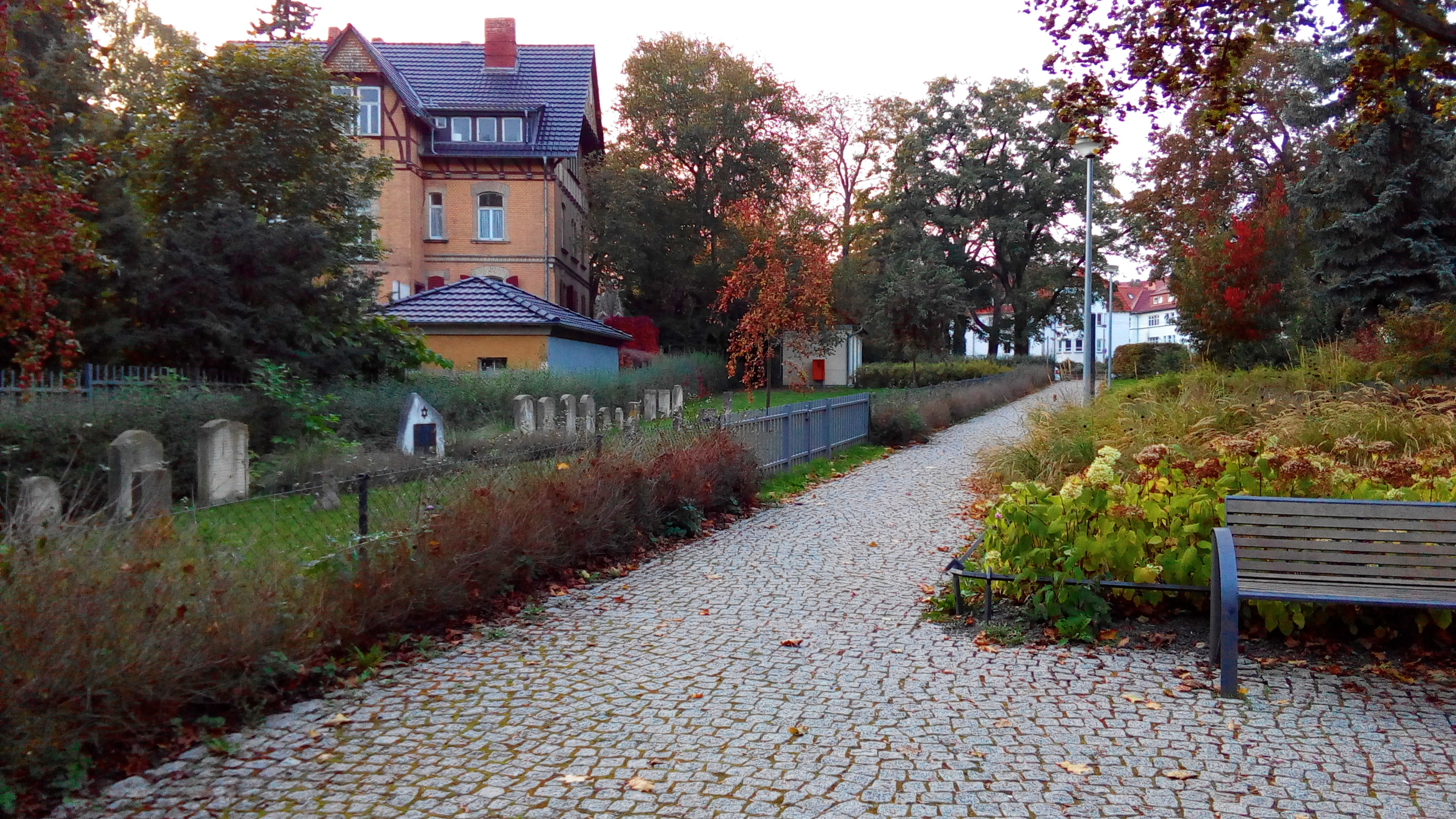
Einige erhaltene Grabsteine und ein Gedenkstein erinnern an den Alten Friedhof

Der Alte jüdische Friedhof in Erfurt wurde im 19. Jahrhundert für Bestattungen der sich wieder in der Stadt ansiedelnden jüdischen Gemeinde genutzt. Antisemitisch motivierte Störungen der Totenruhe sowie Neugestaltungen der Fläche im 20. Jahrhundert ließen den Friedhof nahezu verschwinden. An einer „Sichtbarmachung“ des Friedhofes wird seit 2007 gearbeitet.
Zu Anfang des 19. Jahrhunderts war es Juden nach mehr als dreihundert Jahren wieder erlaubt, sich in Erfurt anzusiedeln. So entstand in der Stadt wieder eine jüdische Gemeinde. Für Bestattungen konnte vor dem Brühler Tor am Beginn der heutigen Cyriakstraße ein Friedhof angelegt werden, welcher 1811 zum ersten Mal belegt wurde. Die Gemeinde wuchs schnell und so reichte der Platz des Friedhofes für weitere Bestattungen bald nicht mehr aus. Da der Friedhof nicht erweitert werden durfte, wurde ab 1878 der neue Friedhof in der Nähe der heutigen Thüringenhalle für Begräbnisse der jüdischen Gemeinde eingerichtet. Der Friedhof wurde nun zwar nicht mehr für Bestattungen genutzt, dem jüdischen Glauben nach dürfen Gräber aber nicht angetastet und aufgelöst werden, weswegen der Friedhof bestehen blieb.
Zerstörungen des Friedhofs fanden 1926 durch jugendliche Mitglieder des Wiking-Bundes statt. Während der Novemberpogrome 1938 wurde der Friedhof ebenfalls geschändet. Kurz darauf wurde das Grundstück durch die Stadt enteignet, 1944 wurden die Grabsteine entfernt. Nach der Zeit des Nationalsozialismus wurde das Areal an die Jüdische Landesgemeinde Thüringen restituiert, jedoch gelangte die Stadt Erfurt 1951 erneut in den Besitz des Geländes und ebnete es ein. Pläne, eine Grünfläche zu entwickeln, wurden nicht umgesetzt, stattdessen wurden in den 1960er Jahren Garagen errichtet, auch mit Resten der Grabsteine als Fundament.
Raphael Scharf-Katz, der damalige Vorsitzende der Jüdischen Gemeinde, kritisierte diesen Zustand 1989 als unerträglich für gläubige Juden. 1996 wurde ein Gedenkstein aufgestellt, der an den alten Friedhof erinnert. Pläne, den Friedhof wiederherzustellen, wurden ab 2007 realisiert: Die Garagen wurden abgerissen und das Areal beräumt, das Friedhofsgelände von einer Grünfläche getrennt. Einige auf dem Neuen Friedhof in Sicherheit gebrachte Grabsteine kamen an ihren einstigen Platz zurück.

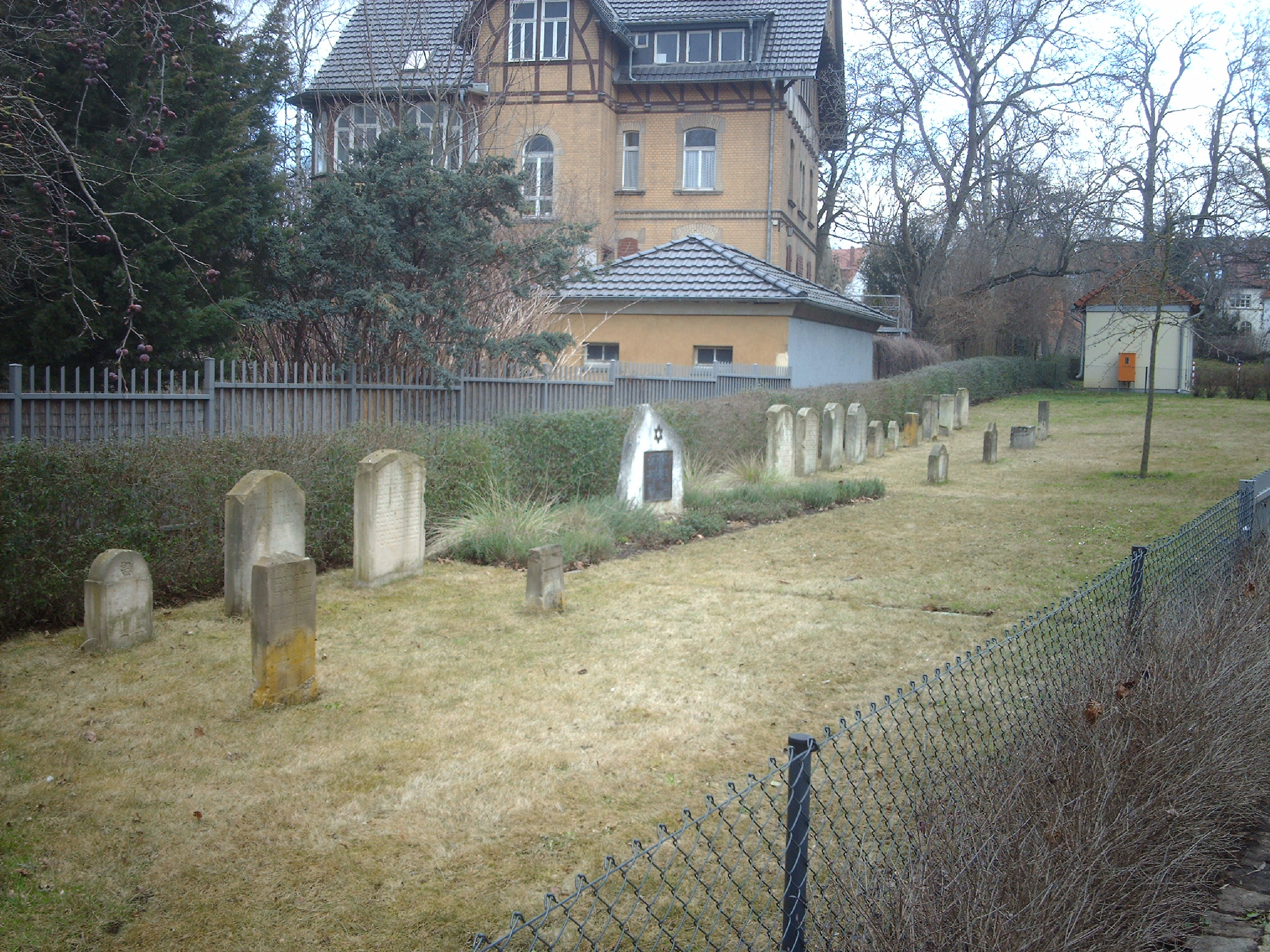
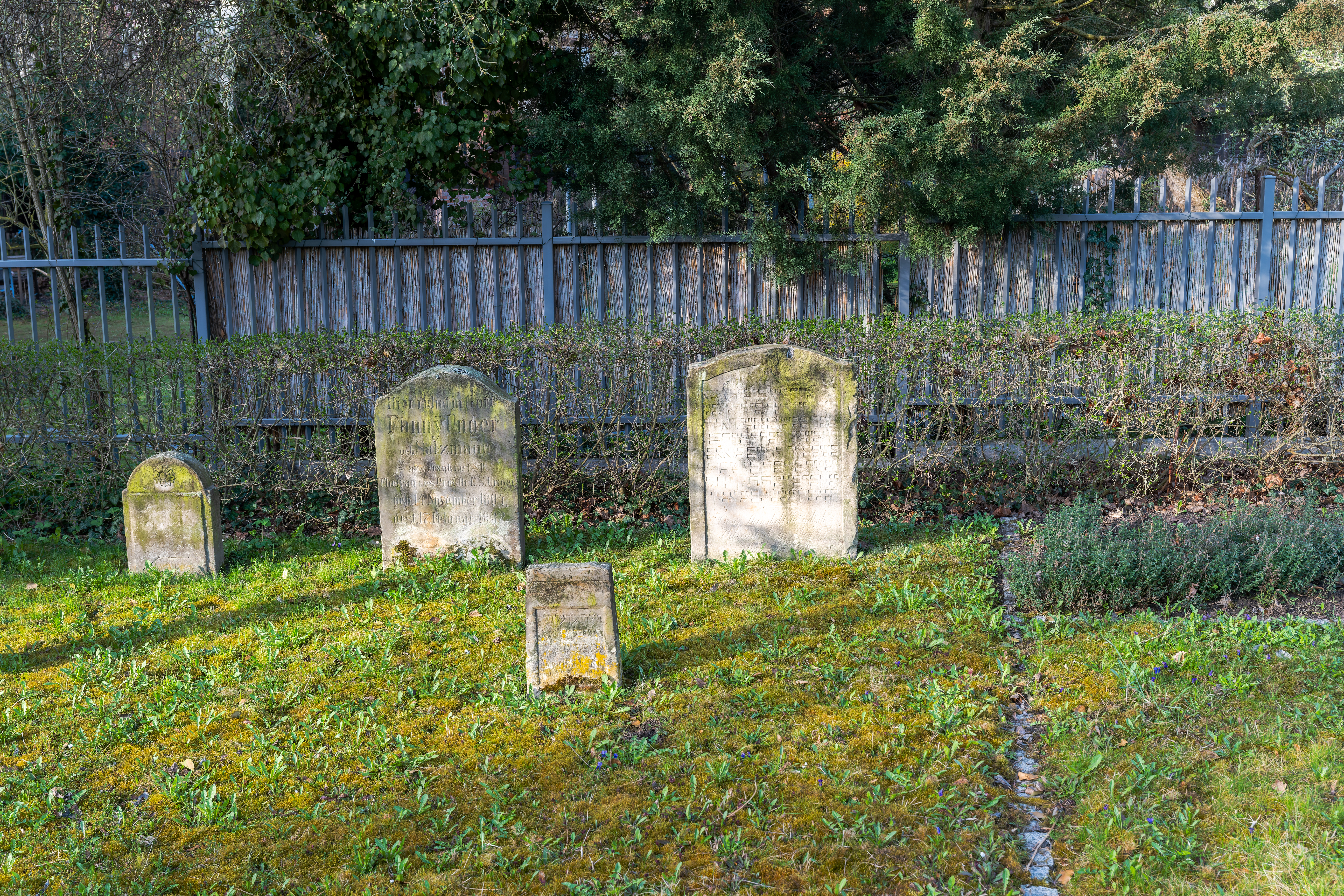
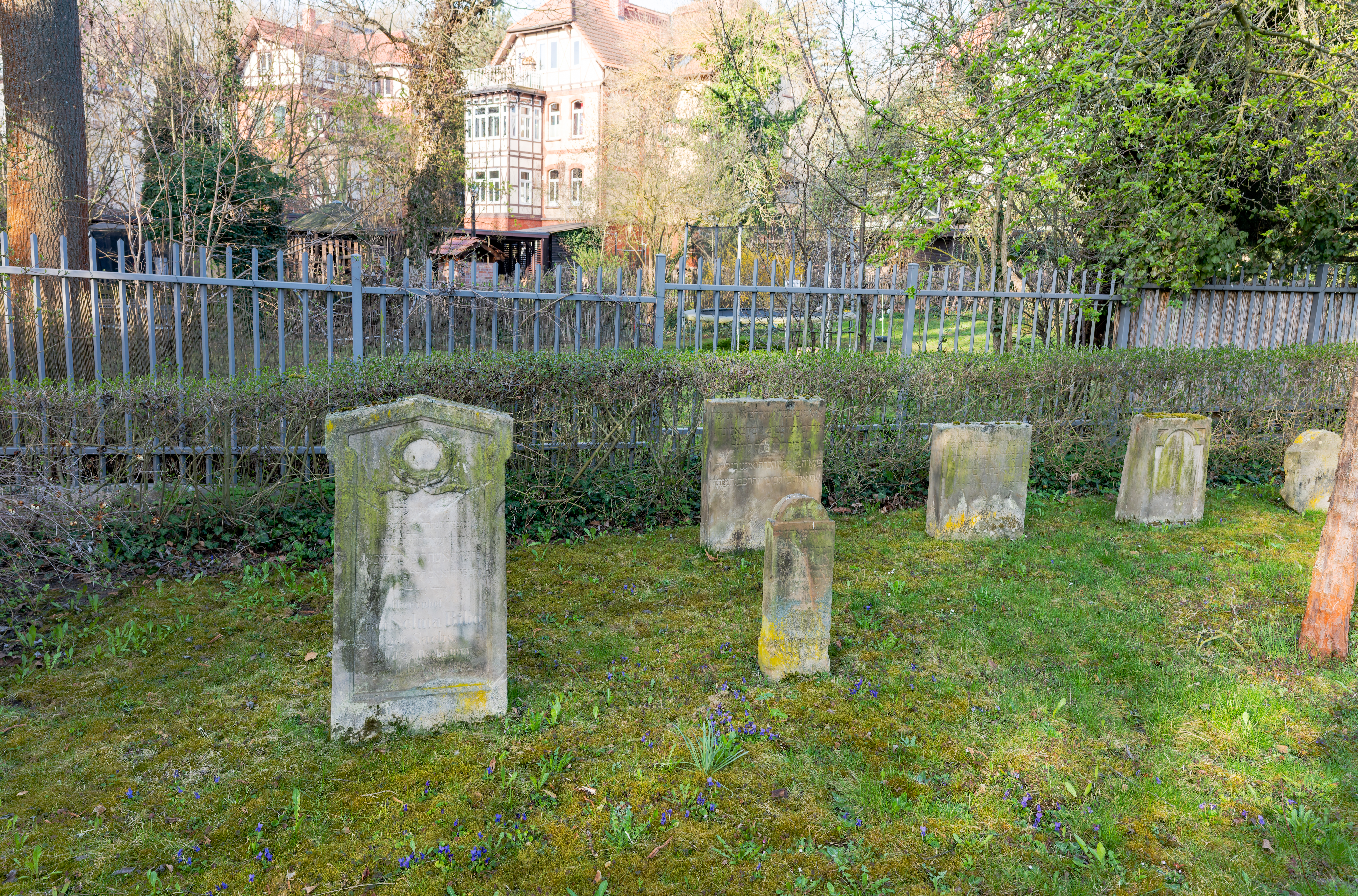
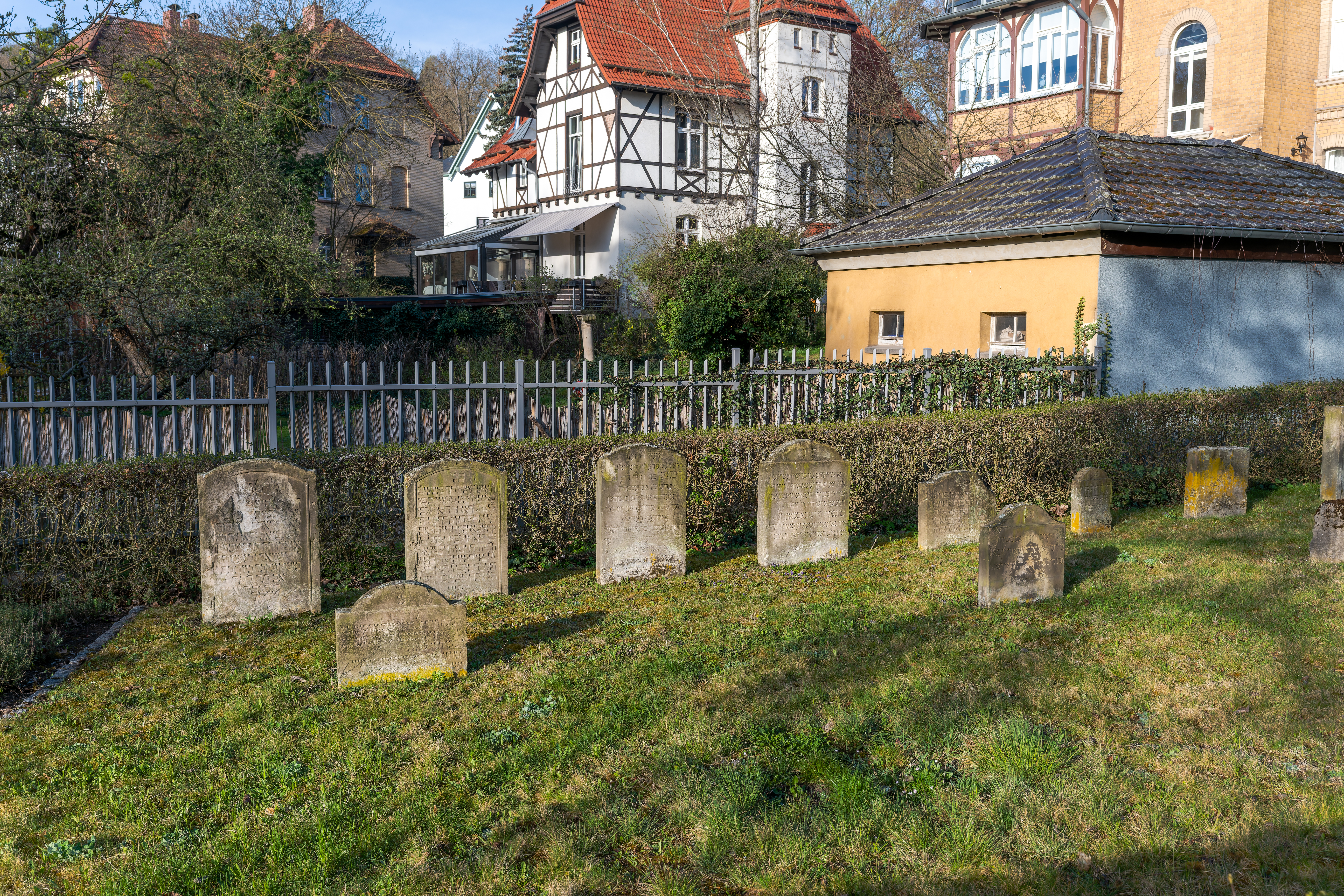
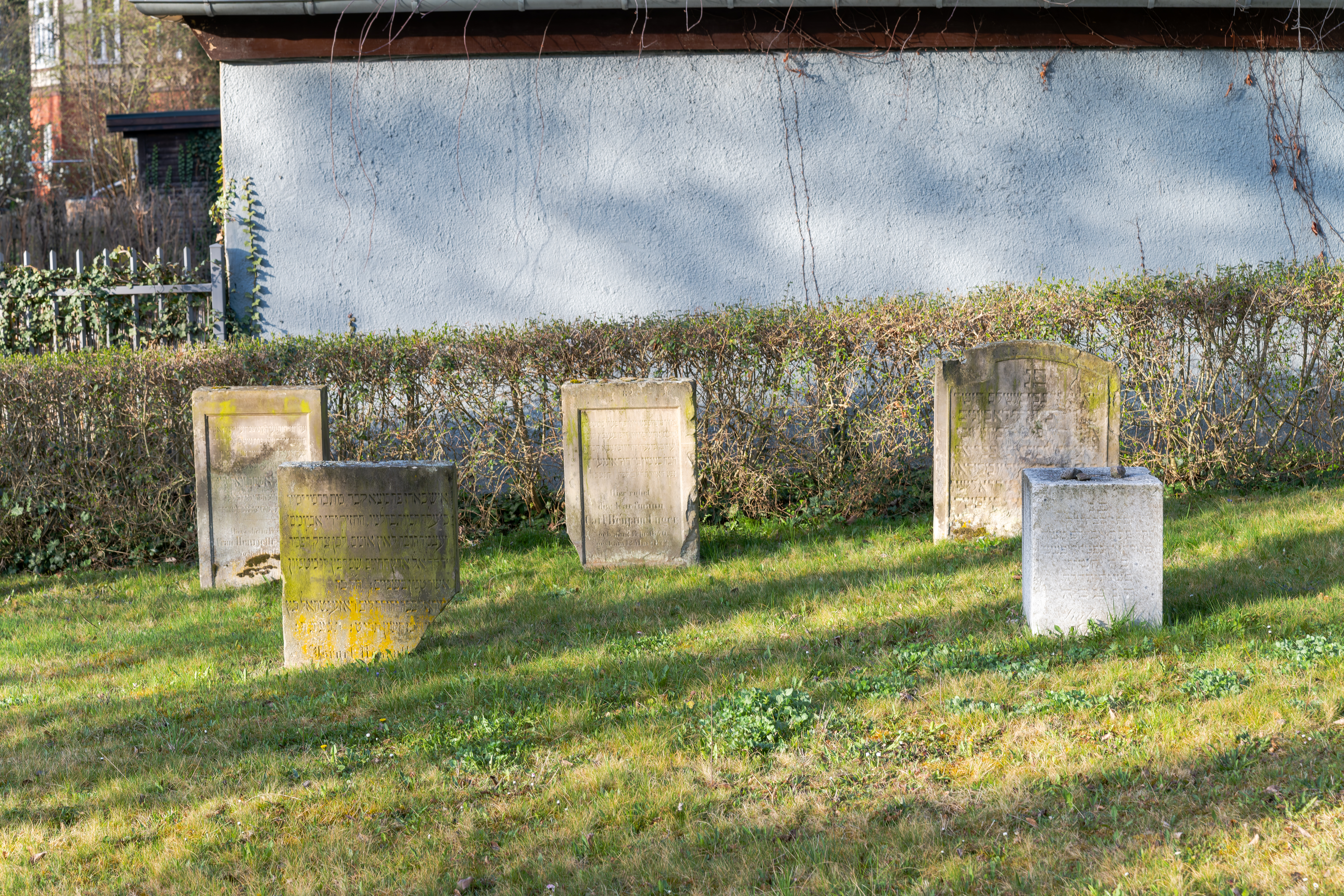